# Bigelow Aerospace
Bigelow Aerospace est une entreprise travaillant dans le domaine spatial fondée en 1999 par Robert Bigelow dont l'objectif est de mettre au point une station spatiale utilisant des modules gonflables afin de commercialiser des séjours dans l'espace auprès de personnes privées. La société a repris les développements et brevets du projet Transhab de la NASA qui envisageait d'exploiter cette technique pour la Station spatiale internationale car elle permettait un gain important de masse. La société a développé plusieurs prototypes de modules gonflables dont deux, Genesis I et Genesis II, ont été mis en orbite en 2006 et 2007. Un troisième prototype, BEAM, a été lancé par SpaceX le 8 avril 2016 sur la mission SpaceX CRS-8, et a été amarré à la Station spatiale internationale. Bigelow a développé plusieurs projets plus ambitieux mais ceux-ci ont été jusqu'à présent annulés (Galaxy, Sundancer) ou leur date de mise en orbite a été repoussée (B330). Les recherches de la société, dans laquelle plus de 250 millions US$ (2013) ont été jusqu'à présent investies, sont financées par la fortune de Robert Bigelow, propriétaire de la chaîne d'hôtels Budget Suites of America. Le siège social de l'entreprise est situé à North Las Vegas (Nevada, États-Unis).
En mars 2020, à cause, entre autres, de la pandémie de Covid-19, l'entreprise licencia l'intégralité de ses 88 employés, considérés comme des travailleurs non essentiels. Cependant, un porte-parole expliqua qu'il s'agit d'une mesure temporaire et qu'ils devraient être réembauchés. À ce jour, l'entreprise ne compte toujours aucun employé.

## Historique

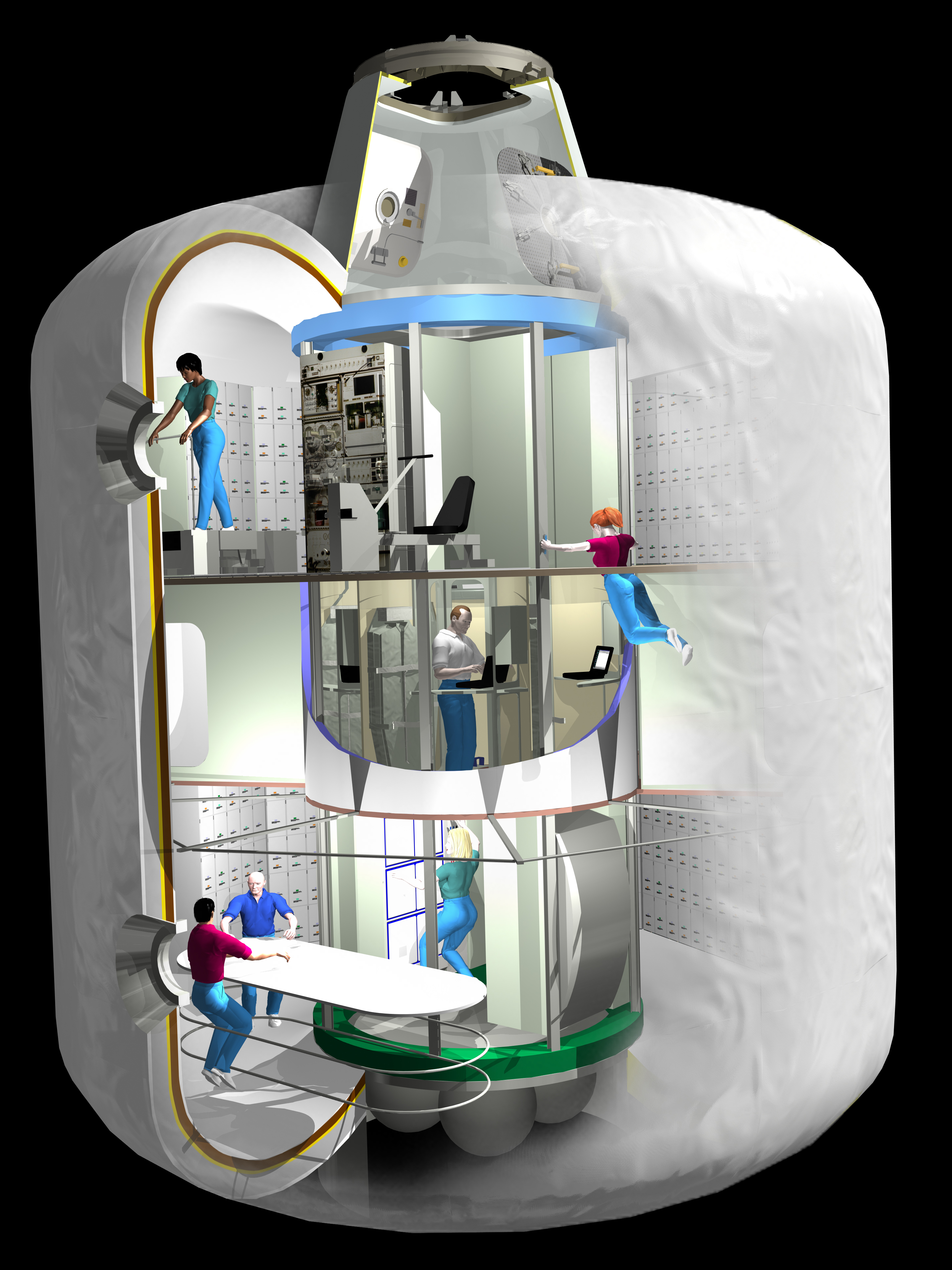
Vue en coupe du projet Transhab.

Robert Bigelow, né en 1945, acquiert sa fortune dans l'immobilier dans les années 1990. En 1999, il fonde la société Bigelow Aerospace. Bigelow rachète les brevets de la technologie de module spatial « gonflable », multi-couches de la NASA après que celle-ci ait annulé le projet Transhab pour la Station spatiale internationale, en raison de contraintes budgétaires, à la fin des années 1990. Bigelow a continué à développer la technologie pendant une décennie, reprenant la conception de la structure des couches des modules — y compris l'ajout d'extensions propriétaires dans la structure du bouclier, en Vectran, un matériau deux fois plus robuste que le Kevlar — et a développé une famille de modules spatiaux extensibles avec et sans équipage de différentes tailles. Bigelow a investi 75 millions de dollars dans les extensions propriétaires de la technologie de la NASA à la mi-2006, et 180 millions de dollars en technologie nouvelle en 2010. Au début de l'année 2010, la NASA a envisagé encore une fois d'effectuer des recherches sur la « conception de modules gonflables plus spacieux, plus légers, moins chers au lancement » en annonçant des plans dans sa proposition de budget parue le 22 février 2010. La NASA « envisage la connexion d'un module extensible Bigelow à l'ISS afin de vérifier leur sécurité par des tests de support de vie, de protection contre les rayonnements, de contrôle thermique et des capacités de communication. ».
Depuis très longtemps, Bigelow a l'intention de « prospecter les marchés pour une variété d'utilisateurs, dont les sociétés biotechnologiques et pharmaceutiques, la recherche universitaire, les applications de divertissement et les utilisateurs gouvernementaux, civils et militaires. » Le modèle d'entreprise comprend la « « location » des petites stations spatiales ou d'habitats en un ou plusieurs modules gonflables Nautilus à différentes communautés de recherche ou à des sociétés. ». En dépit de ces plans larges pour la commercialisation de l'espace, tourisme spatial et « hôtel spatial » ont été fréquemment utilisés par de nombreux médias après 2006/2007, années correspondant aux lancements de Genesis I et de Genesis II (Robert Bigelow étant propriétaire et fondateur du groupe hôtelier Budget Suites of America). Cependant, Robert Bigelow a explicitement affirmé qu'il vise à faire des affaires dans l'espace d'une manière nouvelle, avec « des low cost et des délais rapides, contrairement aux traditionnelles opérations et bureaucratie de l'ISS et de la navette spatiale américaine de la NASA. »
La pandémie de Covid-19 frappa l'entreprise de plein fouet, qui a dû licencier l'intégralité de ses employés en mars 2020 pour éviter des sanctions. Cependant, l'entreprise est déjà fortement endettée depuis 2019 et reste en sommeil depuis lors.
En décembre 2021, Bigelow a transféré la propriété du module BEAM au Centre spatial Lyndon B. Johnson de la NASA.

## Pionnier d'un nouveau marché
Bigelow est pionnier dans un nouveau marché dans un ensemble flexible et configurable d'habitats spatiaux. En outre, les observateurs du secteur ont fait remarquer que Bigelow fait la démonstration d'audace de ces pionniers d'un marché « dans une forte intensité de capital, de l'industrie hautement réglementée comme les vols spatiaux. ».
Bigelow Aerospace a annoncé en 2010 qu'elle a conclu des accords avec six États pour utiliser ses futures installations en orbite de stations spatiales commerciales : le Royaume-Uni, les Pays-Bas, l'Australie, Singapour, le Japon et la Suède.
En 2010, Bigelow a investi 180 millions de dollars dans l'entreprise. Bigelow a déclaré à plusieurs reprises être prêt à financer Bigelow Aerospace à hauteur d'environ 500 millions de dollars jusqu'à 2015 pour réaliser le lancement de matériels commercialisables et à l'échelle un,.

## Conception des modules et plans d'entreprise
Un module extensible est une structure qui comporte une coque extérieure souple, permettant une réduction du diamètre pour le lancement et du poids total. Une fois en orbite, le module est gonflé pour fournir plus d'espace de travail et d'espace de vie, et de détente pour les astronautes. De tels modules extensibles ont d'abord été proposés et conçus par la NASA en vertu du programme Transhab. Après l'annulation de ce programme, Bigelow Aerospace a conclu trois ententes visant la Space Act, selon lesquelles Bigelow Aerospace est la seule à pouvoir commercialiser plusieurs des technologies clés des modules extensibles de la NASA.
La société développe une famille de prototypes de modules et de stations spatiales de production commerciale.

### Les premiers prototypes: la série des Genesis
Genesis (ou aussi Genesis Pathfinder) est le nom donné par la firme américaine Bigelow Aerospace à plusieurs de ses prototypes de modules spatiaux gonflables. Le premier d'entre eux, Genesis I, a été mis en orbite avec succès le 12 juillet 2006 par un lanceur ukrainien Dnepr. Genesis I mesure approximativement 4,4 mètres de longueur et 1,6 mètre de diamètre, pour environ 1 360 kg, et s'est gonflé à près de deux fois son diamètre une fois en orbite.
Le second, Genesis II, de mêmes dimensions que Genesis I, mais avec d'autres systèmes à tester et emportant des articles envoyés par les membres payants du public, fut lancé le 28 juin 2007, également par une fusée Dnepr. Ce fut le dernier à porter ce nom.
Initialement, la société prévoyait de lancer deux autres prototypes, plus grands. Ceux-ci auraient été appelés Guardian. Le programme fut ensuite modifié : deux modules seraient lancés, le prototype Galaxy puis le module habitable Sundancer, plus grand. Ce dernier servirait d'abord de prototype : il mènerait d'abord des tests avant d'être converti en station spatiale habitée. Finalement, à la suite de la hausse des coûts de mise en orbite et grâce à la réussite des missions Genesis, Galaxy ne fut pas lancé et fut testé au sol, mais le programme Sundancer fut maintenu.

### Les stations spatiales avancées

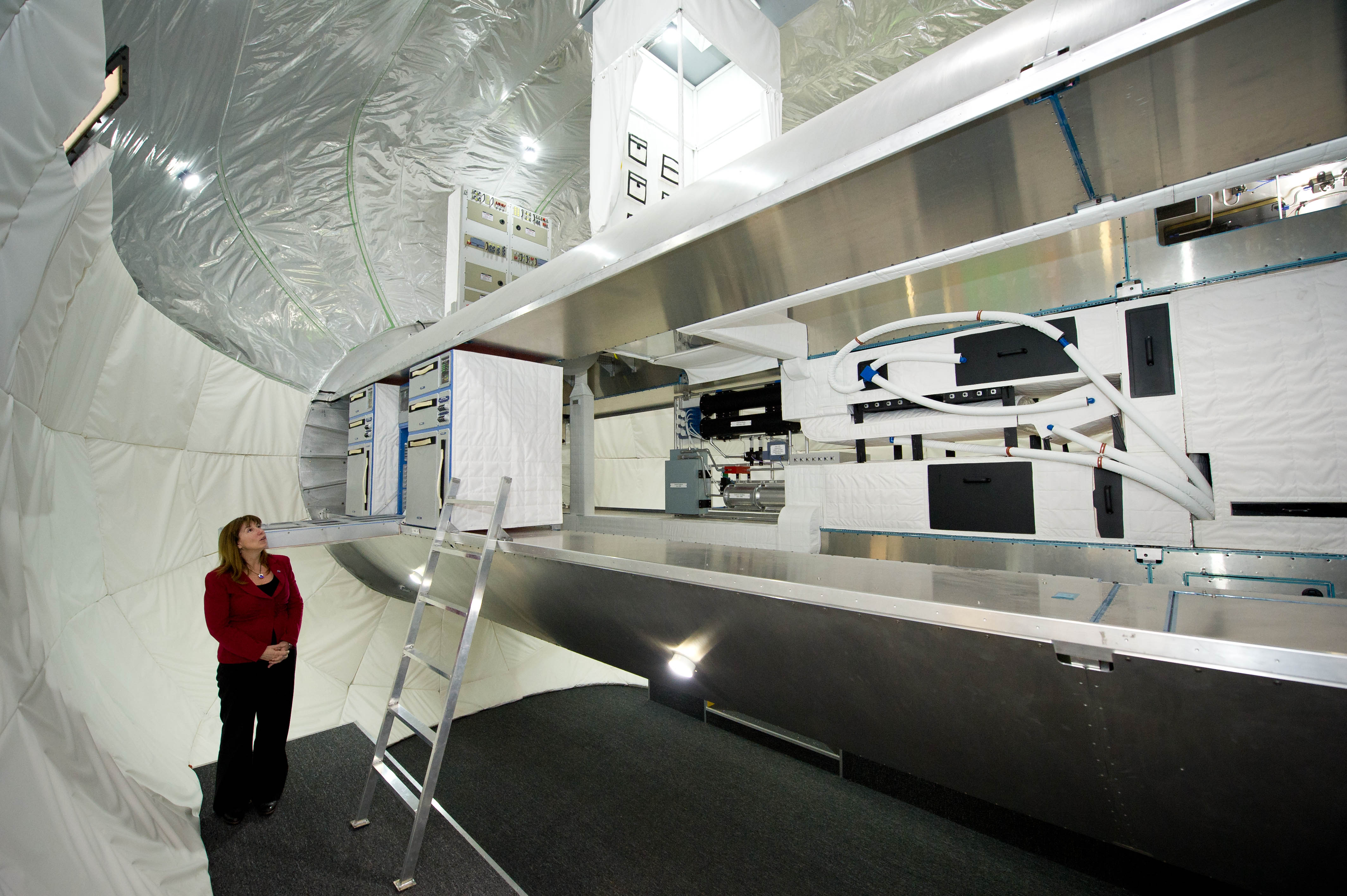
L'administrateur adjoint de la NASA Lori Garver visite l'intérieur d'une maquette grandeur nature de la station spatiale Alpha de Bigelow Aerospace.

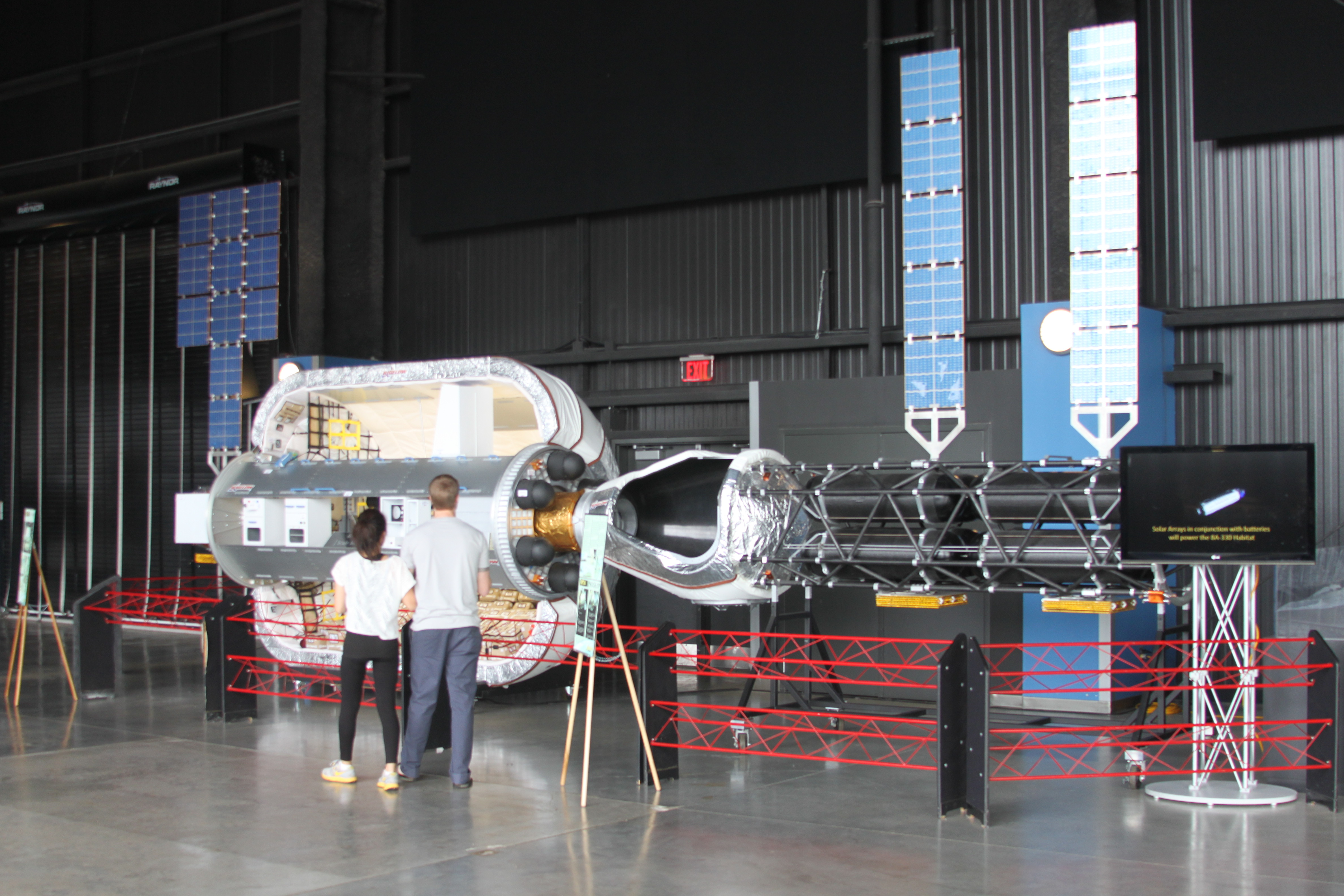
Maquette d'une station B330

Les stations spatiales avancées sont les modules habitables. Trois types ont été conçus :
- Sundancer, le premier module de test destiné à être habité ;
- B330, un module de production complet, à l'échelle un, pesant environ 23 tonnes en pleine charge, d'environ 13,7 mètres de longueur et 6,7 mètres de diamètre pour 330 m3 lorsqu'il est déplié[13]. Le B330 s'appelait auparavant Nautilus ;
- BA 2100, un concept de module proposé récemment qui nécessiterait un lanceur super lourd et mettrait en orbite l'infrastructure complète d'un habitat spatial de 2 100 m3, soit plus de six fois plus grande que le B330. En octobre 2010, les premières estimations donnent la masse du véhicule entre 70 et 90 tonnes, avec un diamètre d'environ 25 pieds. Il est prévu que ce module comporte des ports d'amarrage aux deux extrémités[14].

Bigelow Aerospace prévoit que ses modules gonflables soient plus durables que les modules rigides. C'est partiellement dû à l'utilisation par la société de plusieurs couches de Vectran, un matériau deux fois plus robuste que le kevlar, et aussi parce que, en théorie, des parois souples devraient être en mesure de mieux supporter les impacts de micrométéorites que des parois rigides. Dans les essais au sol, des micrométéorites qui ont été capables de perforer les matériaux standard des modules de l'ISS, ont seulement pénétré à mi-épaisseur des parois Bigelow. Le directeur des opérations, Michael Gold a estimé que les modules Bigelow ne souffriraient pas autant des mêmes problèmes d'éclatements locaux que les modules métalliques. Il pourrait en résulter un gain de temps allant jusqu'à 24 heures pour remédier aux perforations par comparaisons aux résultats relatifs aux dommages par des micrométéorites les plus graves pour la paroi standard de l'ISS.
Les utilisations prévues pour les modules extensibles Bigelow Aerospace comprennent la recherche et le développement en microgravité et la fabrication dans l'espace. D'autres applications potentielles comprennent le tourisme spatial, avec des modules orbitaux comme hôtels, et le transport spatial, avec les modules utilisés ici comme des composants dans des vaisseaux spatiaux pour des missions habitées vers la Lune ou Mars. La société prévoit de vendre ses modules B330 pour 100 millions de dollars chacun. [citation nécessaire] Bigelow envisageait également de lancer une station orbitale, nommé provisoirement CSS Skywalker.
Le 10 avril 2007, Bigelow Aerospace a présenté des projets permettant d'offrir en 2012 un séjour orbital de quatre semaines pour 15 millions de dollars, avec un autre de quatre semaines pour un montant supplémentaire de 3 millions de dollars. Une installation orbitale entière pourrait également être louée pour 88 millions de dollars par an, ou la moitié d'un complexe spatial, à 54 millions de dollars par an. S'exprimant lors d'une téléconférence organisée par le Commercial Spaceflight Federation en février 2010, Bigelow a annoncé un nouveau prix de 23 millions de dollars pour un séjour de 30 jours sur un habitat Bigelow. Ce prix couvre tout, y compris le transport, la formation, et les consommables.
En 2010, Bigelow a proposé des plans de conception d'habitats spatiaux extensibles qui seraient sensiblement plus grand que le B330, déjà son plus grand module, avec un volume habitable de 330 m3. Dépendant des progrès de la NASA en matière de lanceur super lourd, le concept proposé comprendrait des « habitats extensibles offrant 2 100 m3 de volume - presque le double de la capacité disponible sur la Station spatiale internationale » et un autre procurant 3 240 mètres cubes.

## Bigelow Commercial Space Station
Le Bigelow Next-Generation Commercial Space Station est un complexe spatial orbital privé en cours d'élaboration par Bigelow. La station spatiale sera construite à la fois de modules extensibles Sundancer et B330 ainsi que d'un nœud central d'arrimage, d'un système de propulsion, des panneaux solaires, et des capsules spatiales attachées. Les premiers lancements des composants de la station spatiale sont prévus pour 2014, avec des portions de la station disponibles pour location dès 2015. Bigelow a montré publiquement des configurations de stations spatiales avec un maximum de neuf modules BA 300 contenant 2 800 m3 d'espace habitable. Bigelow a commencé à publier en se référant à la configuration initiale, soit deux modules Sundancer et un module BA 330, la première station Bigelow, comme Space Complex Alpha en octobre 2010. Un deuxième complexe orbital, Space Complex Bravo, est programmé pour que ses lancements démarrent en 2016.
Bigelow Aerospace a récemment annoncé qu'elle a conclu des accords avec six États pour utiliser ses futures installations en orbite de stations spatiales commerciales : le Royaume-Uni, les Pays-Bas, l'Australie, Singapour, le Japon et la Suède.
Le premier concept de station spatiale, CSS Skywalker (Commercial Space Station Skywalker), date de 2005 et est un concept pour le premier « hôtel spatial » par Bigelow Aerospace. Le Skywalker a été conçu pour être composé de plusieurs modules B330 (ex Nautilus), qui seraient déployés et reliés une fois en orbite. Un MDPM (Multi-Directional Propulsion Module) permettrait au Skywalker de se déplacer vers des trajectoires lunaires ou interplanétaires.
À la fin 2010, Bigelow a indiqué que la société souhaite construire dix ou plusieurs stations spatiales et qu'il existe un marché commercial important pour soutenir une telle croissance.

## Construction des modules et calendrier de déploiement
Le 12 juillet 2006 et le 28 juin 2007, Bigelow a lancé les modules Genesis I et II, respectivement. À la mi-2008, Bigelow Aerospace a terminé le module Galaxy, mais ne l'a pas lancé en raison de la hausse des coûts de lancement, et la possibilité de valider les nouvelles technologies du Galaxy par voie terrestre, en particulier après les deux lancements des Genesis avec succès en 2006 et 2007. Il a été testé au sol aux installations de North Las Vegas.
Bigelow a réservé un lancement en 2014 sur la fusée Falcon 9 de SpaceX, mais n'a pas encore annoncé la charge utile. Falcon 9 est capable de lancer soit un Sundancer, soit un module B330. Bigelow est également en pourparlers avec Lockheed Martin pour potentiellement contracter des services de lancement de son lanceur Atlas V - 401,.
Note : Les dates des prochains lancements sont proposées et sont sujettes à changement.
| Type de module     | Nom du module | Date de lancement         | Lanceur                   | Statut                                |
| ------------------ | ------------- | ------------------------- | ------------------------- | ------------------------------------- |
| Genesis Pathfinder | Genesis I     | 12 juillet 2006 14:53 UTC | Dnepr                     | Lancement réussi, en orbite           |
| Genesis Pathfinder | Genesis II    | 28 juin 2007 15:02 UTC    | Dnepr                     | Lancement réussi, en orbite           |
| Galaxy             | Galaxy        | Annulé                    |                           | Lancement annulé, testé au sol        |
| Sundancer          | Inconnu       | 2014                      | Inconnu                   | En cours de construction              |
| BEAM               | BEAM          | 8 avril 2016              | Falcon 9                  | Lancement réussi, amarré à l'ISS      |
| B330               | Inconnu       | 2014-2015                 | Inconnu                   | En conception ; maquettes construites |
| BA 2100            | Inconnu       | Proposition non financée  | Il n'en existe pas (2010) | Proposé                               |

### Genesis I
Le 12 juillet 2006, Genesis I fut lancé par un missile Dnepr de la société ISC Kosmotras depuis le cosmodrome de Iasny dans l'Oblast d'Orenbourg, en Russie. En dépit des difficultés au sol, lors du lancement, le satellite a fonctionné comme prévu après avoir atteint l'orbite ; le gonflage, le déploiement des panneaux solaires et des systèmes de démarrage internes se sont déroulés correctement. La mission est programmée pour durer cinq ans et comprend une observation approfondie des performances du vaisseau dont des essais des procédures de déploiement et de la résistance aux débris spatiaux et aux rayonnements, parmi les dangers associés aux conditions d'exposition prolongée dans l'espace. Michael Gold, conseiller juridique d'entreprise pour Bigelow Aerospace, a déclaré par rapport à cette mission et la prochaine, « Notre devise à Bigelow Aerospace est "voler rapidement et souvent". Peu importe les résultats de Genesis I, nous allons lancer une mission suivante rapidement. »

### Genesis II
Le 28 juin 2007, Genesis II a été lancé par une autre fusée Dnepr (un ICBM SS-18 reconverti) depuis le cosmodrome de Iasny, en Russie. Il a été lancé à 08h02 HAP et a été inséré en orbite à 08h16 HAP avec une inclinaison de 64 degrés.
Bien que Genesis I et Genesis II soient identiques en taille et semblable en apparence, il existe plusieurs différences notables. Tout d'abord, Genesis I contient 13 caméras vidéo alors que Genesis II en contient 22. Deuxièmement, Genesis II comprend une série de capteurs supplémentaires et de l'avionique qui ne sont pas présents dans Genesis I.

#### ProgrammeFly your stuff
Bigelow Aerospace avait lancé pour l'occasion un programme nommé Fly Your Stuff, au lancement de Genesis II. Le coût de lancement de photos ou de petits articles était d'environ 300 dollars. Bigelow a fait photographier chaque élément avec des caméras internes alors qu'ils flottaient à l'intérieur du vaisseau, et les a fait afficher sur le site Web de l'entreprise.
La première image de l'intérieur de Genesis II a paru sur le site officiel de l'entreprise sur 29 juin 2007. Certaines des photos et autres éléments placés à bord de Genesis II dans le cadre du programme Fly Your Stuff sont clairement visibles. Une autre image intérieure, apparemment prise avec plus de lumières internes activées de l'engin, a été publiée le 2 juillet 2007. Les articles du programme Fly Your Stuff sont également visibles sur cette image.
Les éléments de test, fournis par les employés de Bigelow Aerospace, ont été envoyés en orbite sur Genesis I. Pas de nouvelles images d'objets flottants à l'intérieur de Genesis I ne furent publiées peu de temps après de lancement et l'activation initiale de l'engin spatial en raison de problèmes avec un ordinateur contrôlant plusieurs des caméras internes.

### Sundancer
Le troisième projet de lancement de Bigelow, Sundancer, sera équipé de systèmes complets de support de vie, de contrôle d'attitude, de systèmes de manœuvres orbitales, et sera capable de se propulser (reboost). Comme les éclaireurs Genesis Pathfinders, Sundancer sera lancé avec sa surface extérieure compactée autour de son noyau central, et se déploiera, grâce à de l'air, après l'entrée en orbite. Après l'expansion, le module mesurera 8,7 m de longueur et 6,3 m de diamètre, pour 180 m3 de volume intérieur. Contrairement aux précédentes stations de Bigelow, il possèdera trois fenêtres d'observation. En septembre 2009, SpaceX a été contractée pour fournir un lanceur Falcon 9 pour le lancement d'une charge utile Bigelow en 2011. Cependant, en février 2010, la seule fente réservée à Bigelow sur le manifeste de lancement de SpaceX est en 2014, et ne fait aucune déclaration quant à la nature de la charge utile Bigelow (Sundancer, ou BA 330, ou autre).

### BEAM
Le BEAM est un module de la station spatiale internationale conçu par Bigelow Aerospace, lancé comme charge utile non-pressurisée par la capsule Dragon lors de la mission CRS-8 le 8 avril 2016, puis amarré au module Tranquility par le bras Canadarm 2 le 16 avril 2016. Sa résistance aux micro-météorites et son étanchéité a été testée pendant 2 ans, durant lesquels le module est resté vide et son écoutille fermée pour éviter les risques de dépressurisation. Il était d'abord prévu que le module serait détaché puis retomberait dans l'atmosphère au terme de cette expérience. Mais en octobre 2017, la NASA annonce que le BEAM restera amarré jusqu'en 2020 et servira de module de stockage.  En juillet 2019, sa durée de vie est à nouveau étendue jusqu'en 2028.  Suite aux déboires financiers de la compagnie, le centre spatial Lyndon B. Johnson de la NASA devient propriétaire du module en décembre 2021,.

## Transport d'équipages et de passagers
Le modèle d'affaires de Bigelow a besoin d'un moyen de transport habité de et depuis l'orbite terrestre basse. En 2004, Bigelow a créé et financé un prix de 50 millions de dollars, l'America's Space Prize, pour stimuler le développement des véhicules habités. Le prix a expiré sans vainqueur début 2010.
En août 2009, Bigelow Aerospace a annoncé le développement de la capsule spatiale Orion Lite, destinée à être moins chère, mais de moindre capacités que le véhicule spatial Orion développé par la NASA dans le cadre du programme Constellation. Orion Lite donnerait accès à l'orbite basse terrestre en utilisant les lanceurs Atlas V ou Falcon 9, et transporterait un équipage de 7 personnes.
Le conseiller de l'entreprise, Michael Gold, avait alors déclaré : « ... il serait insensé de dépendre totalement d'un fournisseur de capsules ou de tout système de lancement unique (...). Par conséquent, il est essentiel, tant d'un point de vue pratique que commercial à veiller à ce que SpaceX et Dragon ne soient pas les seules options qui s'offrent à nous, d'où la nécessité d'autre capsule.»
Bigelow est entré dans le programme Commercial Crew Development (CCDev) de la NASA avec sa propre proposition de capsule, le CST-100, en collaboration avec Boeing. Depuis lors, la NASA a attribué à Boeing 18 millions de dollars pour le développement initial d'une capsule habitée dans le cadre du CCDev. Bigelow travaille en collaboration avec Boeing afin de préciser les exigences.
Depuis 2010, Bigelow suit activement l'avenir des deux capsules, son CST-100 (qui serait lancé par une Atlas V d'ULA) et le SpaceX Dragon (actuellement développé en version cargo mais prévu pour être développé pour des vols habités) pour les options de lancement. « Bigelow offre à Boeing, à SpaceX, et aux autres développeurs de véhicules, la promesse d’un vaste marché durable pour les services de transport spatial. ». Avec sa première station spatiale, le Space Complex Alpha, Bigelow « aurait besoin de six vols par an ; avec le lancement d'une deuxième station plus grande, ce nombre passerait à 24, soit deux par mois. ».

## Les aspirations au-delà de l'orbite terrestre
En février 2010, à la suite de l'annonce de la NASA après le rapport de la Commission Augustine, prévoyant de réorienter des plans de lancements habités dans le sens des prestataires privés de lancement commercial, Robert Bigelow a déclaré : « Nous avons en tant que société des ambitions lunaires. [...] Et nous avons aussi des ambitions vers Mars bien sûr. »
En avril 2010, M. Bigelow a parlé d'une station spatiale au point de Lagrange L1 et a déclaré que son projet privé de base lunaire Moon Base se composerait de trois BA 330.

## Distinctions
Bigelow Aerospace a reçu plusieurs distinctions pour ses efforts dans le domaine des vols spatiaux habités. Le 3 octobre 2006, Bigelow Aerospace a reçu le Prix de l'innovateur Innovator Award de la Foundation Arthur C. Clarke. Le prix reconnaît les « initiatives ou les nouvelles inventions qui ont eu un impact sur ces dernières ou sont particulièrement prometteutes pour les communications par satellite et la société, et exemples éminents de la pensée innovatrice. » Robert Bigelow a reçu le prix du Arthur C. Clarke Awards à Washington DC aux côtés de Walter Cronkite, qui a été honoré dans la même nuit avec le Arthur C. Clarke Lifetime Achievement Award.
Le 26 janvier 2007, la Space Foundation a annoncé que Bigelow Aerospace serait le destinataire de son Space Achievement Award 2007. Bigelow Aerospace rejoint la liste des lauréats précédents, qui incluent l'équipe Titan Launch Vehicle; l'équipe Inertial Upper Stage, l'équipe SpaceShipOne, l'équipe de lancement d'Ariane 4 Arianespace-CNES, les équipes Evolved Expendable Launch Vehicle (EELV), l'équipe de la sonde spatiale Galileo NASA/Industrie, l'équipe télescope spatial Hubble; Sea Launch, et l'équipe Station spatiale internationale NASA/Boeing. Le prix a été décerné à Robert Bigelow le 9 avril 2007 lors du 23e National Space Symposium de Colorado Springs.